# Municipio de Maple Grove (condado de Becker)
El municipio de Maple Grove (en inglés, Maple Grove Township) es un municipio del condado de Becker, Minnesota, Estados Unidos. Tiene una población estimada, a mediados de 2024, de 502 habitantes.

## Geografía
Está ubicado en las coordenadas 47°05′43″N 95°45′35″O / 47.09528, -95.75972 (47.095412, -95.759762). Según la Oficina del Censo, tiene una superficie total de 92.5 km², de los cuales 72.4 km² corresponden a tierra firme y 20.1 km² están cubiertos de agua.

## Demografía
Según el censo de 2020, en ese momento había 477 personas residiendo en la zona. La densidad de población era de 6.6 hab./km². El 46.54 % de los habitantes eran amerindios, el 45.91 % de los habitantes eran blancos, el 0.21 % era de otra raza y el 7.34 % eran de una mezcla de razas. Del total de la población, el 1.26 % eran hispanos o latinos de cualquier raza.